# ليلى روز كابلان
ليلى روز كابلان (بالإنجليزية: Lila Rose Kaplan)‏ هي كاتبة مسرحية وكاتِبة أمريكية، ولدت في 1 يوليو 1980 في نيويورك في الولايات المتحدة.

## وصلات خارجية
- الموقع الرسمي